# Ulkatcho Indian Reserve 13
Ulkatcho Indian Reserve 13 är ett reservat i Kanada.   Det ligger i provinsen British Columbia, i den sydvästra delen av landet, 3 600 km väster om huvudstaden Ottawa.
I omgivningarna runt Ulkatcho Indian Reserve 13 växer i huvudsak barrskog. Trakten runt Ulkatcho Indian Reserve 13 är nära nog obefolkad, med mindre än två invånare per kvadratkilometer.